# Malek Baayou
Malek Baayou (Susa, 29 de abril de 1999), o seu nome também se soletra Malek Beaoui, é um futebolista tunisiano. Baayou representou o elenco da Seleção Tunisiana de Futebol e Étoile Sportive du Sahel.